# Nüşabə Məmmədli

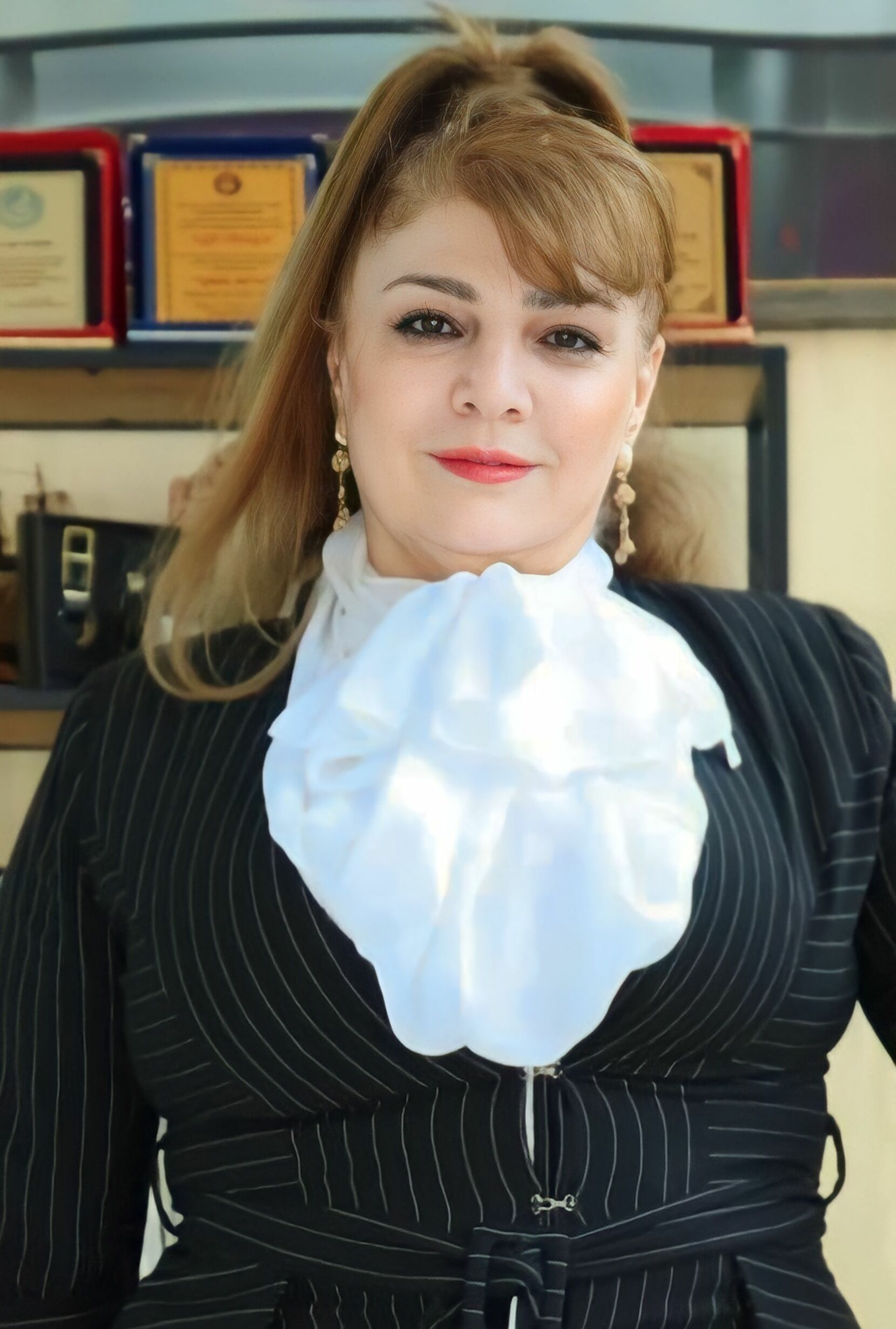
Nüşabə Məmmədli

Nüşabə Məhəmmədəli qızı Məmmədli (Məmmədova) (* 6. Januar 1953 in Agdam, Aserbaidschan) ist eine aserbaidschanische Schriftstellerin und Publizistin.

## Leben
Nuschaba Mahammedali kizi Mamedli besuchte nach dem Abitur das Aserbaidschanische Staatliche Institut für Fremdsprachen und absolvierte erfolgreich ihr Studium als Englischlehrerin. Sie begann ihre Laufbahn als Englischlehrerin an einer weiterführenden Schule.
Mamedli arbeitete als Korrespondentin, stellvertretende Chefredakteurin und als Chefredakteurin bei den Zeitungen Adalat, Interfax, Reportage und Karwan. Mamedli war schon in jungen Jahren kreativ. Sie ist Autorin zahlreicher Essays, Prosagedichte, Gedichte, Anekdoten, satirischer Erzählungen, Erzählungen, Gleichnisse, Legenden sowie allegorischer Erzählungen und langer Romane. Viele Werke widmete sie Karabach, Märtyrern (unschuldigen Kriegsopfern), Flüchtlingen und gefangenen Frauen.
Mammadlis Roman Rulady, oder die Stimme eines Weinenden in der Wildnis („Zəngulə“), der vom Schicksal gefangener Frauen erzählt, wurde sowohl in Aserbaidschan als auch in anderen Ländern der Welt in verschiedenen Kategorien mit Preisen ausgezeichnet. 2005 wurde der Roman in Aserbaidschan zum „Buch des Jahres“ erklärt. Ihr Dokumentarroman Göylərdə keçən ömür („Das Leben verging im Himmel“), das Erzählbuch Bu bir oyundur („Das ist ein Spiel“), die Romane Zəngulə („Rulads, oder die Stimme eines Menschen“) Weinen in der Wildnis, Vicdan dustağı („Am Ende des Gewissens“) und Sevgi xiyabanı („Allee der Liebe“) stießen bei den Lesern auf großes Interesse.
Der Schriftstellerin wurde vom Schriftstellerverband der Russischen Föderation der G.R.-Derschawin-Orden für ihr Werk Rulady, oder die Stimme eines Schreienden in der Wildnis („Zəngulə“) und für ihren bedeutenden Beitrag zur nationalen Literatur verliehen. Mammadli ist Autorin von rund 1000 journalistischen Artikeln. Während sie in Ust-Ilimsk in der Region Irkutsk in der Russischen Föderation lebte, veröffentlichte sie Artikel in den Zeitungen Komsomolskaja Prawda, Argumenti i Fakti und Ust-Ilimskaja Prawda, um über die Ereignisse in Karabach zu berichten. Mammadli verfasste zehn Geschichten über das verheerende Erdbeben, das sich 2023 in der Türkei ereignet hatte. Für die Teilnahme am 1. Symposium der Eurasischen Türkischen Welt zur Veröffentlichung von Kinderliteratur erhielt sie 2014 eine Urkunde vom Kreis der Vereinigung der Bibliothekare Eurasiens.
Ihre Werke wurden ins Russische, Türkische, Englische, Usbekische und Ukrainische übersetzt. Die Bücher von Mammadli werden in den Sammlungen von Bibliotheken in England, der Russischen Föderation, der Türkei, der Tschechischen Republik, Deutschland, Serbien, Slowenien, der Ukraine, Usbekistan und Turkmenistan aufbewahrt. Mammadli wurde mit zahlreichen Auszeichnungen, Preisen und Ehrenurkunden ausgezeichnet.
Sie ist Mitglied der Schriftstellervereinigung von Aserbaidschan, Mitglied die Journalistenvereinigung von Aserbaidschan, Vorsitzende der gesellschaftlichen Vereinigung (NGO) „Aserbaidschanische Schriftstellerinnen-Gesellschaft“ und Gründerin und Chefredakteurin der Zeitschrift Schriftstellerinnen.
Sie ist verheiratet und hat einen Sohn.

## Werke
- «80 budağın hərəsindən bir yarpaq» (2001) («Ein Blatt mit 80 Zweigen»)
- «Zəngulə» (2003) («Rouladen oder die Stimme eines Schreienden in der Wüste»)
- «Çadralı qadın» (2004) («Eine Frau im Chadra»)
- «Bayraq, papaq və həqiqət» (2005) («Flagge, Mütze und Wahrheit»)
- «Qarasel qarı» (2006) («Die alte Garasel»)
- «Həyat çiçəyi» (2007) («Die Blume des Lebens»)
- «Bu bir oyundur» (2008) («Es ist ein Spiel »)
- «Göylərdə keçən ömür» (2008) («Das Leben, das im Himmel vergangen ist»)
- «Рулады, или глас вопиющего в пустыне» («Rouladen oder die Stimme eines Schreienden in der Wüste») (2009)
- «Vicdan dustağı» (2010) («Im Gewissensgutachten»)
- «Sevgi xiyabanı» (2011) («Die Allee der Liebe»)
- «Son addım» (2013) («Ein letzter Schritt»)
- «Qondarma qız» (2015) («Gefälschtes Mädchen»)
- «Təsəlli» (2017) («Beruhigung»)
- «Türk koymadı yüreğimi söksünler» (2018) («Der Türke ließ mein Herz nicht ruinieren»)
- «Əsərlər» I cild (2019) («Werke»)
- «Əsərlər» II cild (2021) («Werke »)
- «Əsərlər» III cild (2022) («Werke»)
- «Əsərlər» IV cild (2022) («Werke»)
- «Zəfər zənguləsi» (2024) («Glocke des Sieges»)

## Auszeichnungen
- „Gewinnerin des sozialistischen Wettbewerbs von 1978“ (1979)
- Nationale Auszeichnung „Erinnerung“ («Yaddaş» milli mükafatı)  (2005)
- Diplom „Preisträger des Medienpreises Khan Gizi Natavan“ («Xan qızı Natəvan Media Mükafatı Laureatı») (2005)
- Auszeichnung „Besitz und Respekt“ («Sərvət və Səxavət» mükafatı) (2007)
- Internationaler Literaturpreis „Rasul Rza“ («Rəsul Rza» adına Beynəlxalq ədəbi mükafat) (2007)
- Auszeichnung „Kristallfeder“ («Billur qələm» mükafatı) (2007)
- G.-R.-Derschawin-Orden (Russland, 2010)
- „Samed-Vurgun-Preis“ («Səməd Vurğun mükafatı») (2011)
- Diplom „Der meistgelesene und Lieblingsschriftsteller des Jahres“ («İlin ən çox oxunan və sevilən yazıçısı») Diplomu (2011)